# Stanislava
Stanislava je žensko osebno ime.

## Izvor imena
Ime Stanislava je ženska oblika imena Stanislav.

## Različice imena
Stana, Stanica, Stanija, Stanimira, Stanimirka, Stanina, Stanislavka, Stanka, Stankica, Stanojka, Staša, Staši, Stašica, Staška (Ime Staša lahko izhaja tudi iz imen Anastazija, Evstahij, Evstahija. Ime Stanojka pa je lahko tudi žensaka oblika imena Stanoje).

## Pogostost imena
Po podatkih Statističnega urada Republike Slovenije je bilo na dan 31. decembra 2007 v Sloveniji število ženskih oseb z imenom Stanislava: 4.767. Med vsemi ženskimi imeni pa je ime Stanislava po pogostosti uporabe uvrščeno na 60 mesto.

## Osebni praznik
Osebe z imenom Staislava godujejo takrat kot osebe z imenom Stanislav.